# Здзехув (Радомський повіт)
Здзехув (пол. Zdziechów) — село в Польщі, у гміні Закшев Радомського повіту Мазовецького воєводства.
Населення — 177 осіб (2011).
У 1975-1998 роках село належало до Радомського воєводства.

## Демографія
Демографічна структура станом на 31 березня 2011 року:
|          | Загалом | Допрацездатний вік | Працездатний вік | Постпрацездатний вік |
| -------- | ------- | ------------------ | ---------------- | -------------------- |
| Чоловіки | 88      | 20                 | 66               | 2                    |
| Жінки    | 89      | 22                 | 57               | 10                   |
| Разом    | 177     | 42                 | 123              | 12                   |